# Abdan
Abdan ibn ar-Ràbit (m. el 899) fou un daï dels càrmates del sud d'Iraq. Era cunyat i lloctinent del daï principal del Khuzestan Hamdan Qàrmat i germà del daï de Fars, Mamun ibn al-Ràbit.
Des de Kufa, el seu centre d'actuació, va nomenar daïs per a diversos llocs d'Iraq, del Iemen i de Bahrayn. Després, Hamdan Qàrmat el va enviar a Salamiyya, a Síria, on s'havia establert la direcció dels ismaïlites, i allí va poder confirmar el que, al seu entendre, eren serioses desviacions doctrinals. Hamdan i Abdan van trencar amb la direcció alida de Salamiyya i van aturar les seves activitats.
A instigació del cap lleialista Zakarawayh ibn Mihrawayh, fou assassinat el 899. Després de la seva mort, els seus partidaris van subsistir al sud d'Iraq durant uns quants anys. El fatimites van rehabilitar la seva memòria, però els càrmates repudiaven la pretensió del califa fatimita a l'imamat i consideraven imam a Muhàmmad ibn Ismaïl ibn Jàfar.
Un nebot d'Abdan, Abu-l-Qàssim Issa ibn Mussa, va jugar algun paper més tard: va lluitar a la revolta càrmata i fou capturat per l'exèrcit abbàssida durant la lluita, el 928, però es va poder escapar de la presó i va romandre actiu a la zona de Bagdad difonent la doctrina del seu oncle.